# Saltviks församling

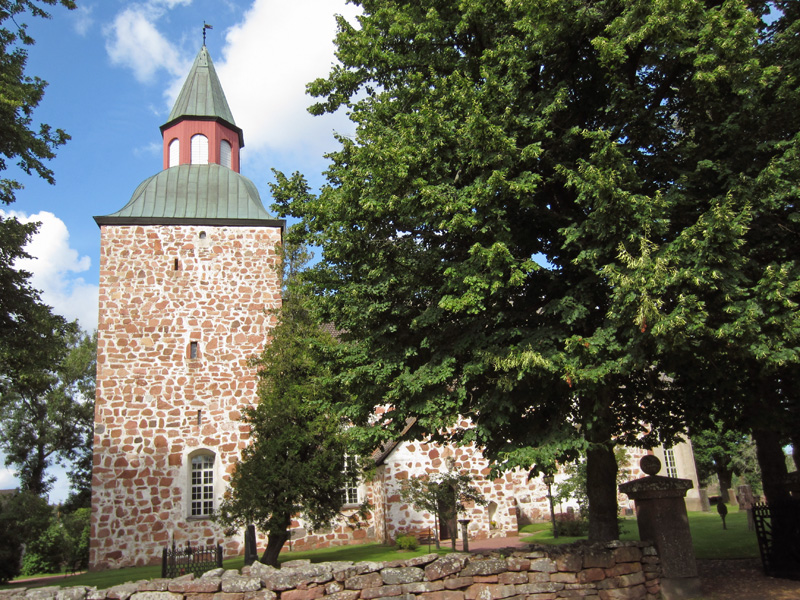
Saltviks kyrka

Saltviks församling är en församling i Ålands prosteri inom Borgå stift i Evangelisk-lutherska kyrkan i Finland. Till församlingen hör 1 548 kyrkomedlemmar (08/2018) som är bosatta i Saltviks kommun.
Församlingens hemkyrka är Saltviks kyrka från 1200-talet. Saltviks kyrksocken härstammar senast från 1200-talet. Socknen nämns första gången 1329.
Tf. kyrkoherde i församlingen är Carolina Lindström.